# 竹木場
竹木場（たけこば）は、佐賀県唐津市の地名。郵便番号は847-0881。

## 概要
唐津市にある地名。かつては竹木場村であったが1889年の近代市町村制の施行により唐津村竹木場になり市制に移行してから唐津市竹木場になる。

## 地理
東松浦半島の南部に位置し上場大地の一角を占める。唐津の市街地から南西にあり丘陵地に位置し市街地より標高が高い。町田川の源流にあたる。隣接する地域は北は梨川内（大良校区）見借（長松）、東に神田（長松・第一中）、南に山田（鬼塚）旧北波多村、西に伊万里市、旧肥前町。

## 世帯数と人口
2022年（令和4年）2月1日現在の世帯数と人口は以下の通りである。
| 町丁   | 世帯数  | 人口  |
| ------ | ------- | ----- |
| 竹木場 | 135世帯 | 303人 |

## 小・中学校の学区
市立小・中学校に通う場合、学区は以下の通りとなる。
| 番地 | 小学校               | 中学校             |
| ---- | -------------------- | ------------------ |
| 全域 | 唐津市立竹木場小学校 | 唐津市立高峰中学校 |

## 交通

### バス
- 昭和バス
- 方向表示看板で竹木場を表示している交差点 
  - 坊主町（肥前竹木場方面）
  - 波多津（唐津竹木場方面）
  - 北波多田中（竹木場方面）

### 道路
- 国道204号線（肥前鷹島玄海方面）（伊万里松浦福島方面）
- 佐賀県道33号唐津肥前線
- 佐賀県道50号唐津北波多線
- 佐賀県道340号鎮西唐津線

## 施設
- 唐津市立竹木場小学校
- 唐津市立高峰中学校
- 竹木場公民館
- セブンイレブン竹木場店
- 岸本組
- 唐津ゴルフ倶楽部（菅牟田）
- 唐津ゴルフ倶楽部馬場コース（見借）